# Ninet Tayeb
Ninet Tayeb (Hebreeuws: נינט טייב) (Kirjat Gat, 21 oktober 1983) is een Israëlische singer-songwriter, componist, dj en actrice. Ze is de winnares van het eerste seizoen van de talentenjacht Kochav Nolad (כוכב נולד, 'Een ster is geboren'), de Israëlische versie van Idols.

## Biografie
Tayeb werd als derde in een gezin met vijf kinderen geboren uit een Sefardisch-joodse ouders. Haar vader Yousef werd geboren in Tunesië, haar moeder Malka in Marokko. Haar ouders emigreerden onafhankelijk van elkaar naar Israël. Als tiener deed Tayeb kleinschalige optredens. Ze werd hierbij beïnvloed door bands als Pink Floyd, Nirvana, Pearl Jam en Oasis. In het Israëlisch defensieleger deed ze dienst als soldaat.

## Carrière
In september 2006 verscheen Tayebs debuutalbum Yechefa (יחפה, 'Blootvoets'), dat werd geschreven en gecomponeerd door de Israëlische rockmuzikant Aviv Geffen. Binnen een dag bereikte het de platina-status en de vijf promotiesingles werden allemaal nummer 1-hits. Als actrice was ze succesvol met de hoofdrol in de op haar levensverhaal gebaseerde tv-serie Hashir Shelanu (השיר שלנו, 'Ons Lied'), die vier seizoenen werd uitgezonden. In 2008 verscheen Avoda Ivrit, een muziekproject waarbij hedendaagse Israëlische artiesten oude nummers coverden. Hiervoor coverde Tayeb het nummer 'Lo yacholti la'asot im ze klum' (לא יכולתי לעשות עם זה כלום, 'Ik kon er niks mee'), waarvan Ilan Virtzberg de muziek componeerde en Yona Wallach de tekst (oorspronkelijk een gedicht) schreef.
Haar tweede album Kommunikativi (קומוניקטיבי, 'Communicatief') verscheen in november 2009. Tayeb schreef alle teksten en componeerde een groot deel van de muziek zelf. Het album produceerde ze in samenwerking met de Israëlische psychedelische rockband Rockfour. Het betekende een muzikale verschuiving, die door haar publiek niet werd gewaardeerd. Tijdens de lancering werd Tayeb bekogeld, een incident waarover ze later zou zeggen dat een professioneel keerpunt was. Desondanks kreeg het album goede recensies.
Sympathetic Nervous System kwam uit in mei 2012 en was Tayebs eerste Engelstalige album, dat ze zelf schreef en componeerde, en door Mike Crossey liet produceren. De opnames vonden plaats in de Motor Museum-studio in Liverpool. Met dit album versterkte Tayeb haar positie als indierock singer-songwriter, waarna ze tweemaal de MTV Europe Music Award voor Best Israeli Act won. Niet veel later begon Tayeb als dj op te treden op festivals en evenementen, zowel binnen als buiten Israël.
Exact een jaar na het verschijnen van SNS kwam het album Kol hachayot yadu (כל החיות ידעו, 'Alle dieren wisten') uit. Deze plaat werd geproduceerd door Joseph E-Shine, met wie ze later zou trouwen, en Idan Rabinovici. Twee nummers werden geschreven door de dichter Dori Manor, de overige nummers door Tayeb, die eveneens de muziek componeerde.
In januari 2015 verscheen de single 'Ma kara' (מה קרה, 'Wat is er gebeurd'), een betoog met betrekking tot seksueel geweld gepleegd door mensen met een bepaalde sociale status, het gebrek aan passende veroordelingen en het kwalijk nemen van de slachtoffers die zich durven uit te spreken.
In juli 2016 verhuisde Tayeb naar Los Angeles. Na het verschijnen van haar tweede Engelstalige album Paper Parachute kon ze rekenen op redelijk veel boekingen voor optredens in de Verenigde Staten.

## Samenwerking met andere artiesten
Tayeb werkte samen met verschillende artiesten, zowel live als in de studio. Ze trad onder meer op met Steven Wilson, Gary Lucas, The Jesus and Mary Chain en The Dead Daisies, en verzorgde het voorprogramma van Robbie Williams en Cyndi Lauper. Met de laatstgenoemde zong Tayeb live het nummer 'True Colors'. 
Naast live-optredens nam Tayeb duetten op met verscheidende artiesten, waaronder de Israëlische artiesten Shlomi Shaban, Dudu Tassa, Gilad Kahana en Tal Segev, en de Britse zanger Steven Wilson. Met Wilson werkte Tayeb samen voor zijn albums Hand. Cannot. Erase. en To The Bone.

## Privéleven
Tayeb had van 2004 en tot met 2006 een relatie met acteur en zanger Ran Danker, die zij kende van de tv-serie Hashir Shelanu. Later was ze verloofd met acteur Yehuda Levi, maar na een relatie van acht jaar ging het stel in 2013 uit elkaar. In 2014 trouwde Tayeb met muziekproducent Joseph "E-Shine" Mizrahi (Yossi Mizrahi); hun dochter werd in 2015 geboren.

## Discografie
- Yechefa (2006)
- Kommunikativi (2009)
- Sympathetic Nervous System (2012)
- Kol hachayot yadu (2013)
- Paper Parachute (2017)

## Prijzen en onderscheidingen
- Sounds and Voices – eerste plaats (2001)
- Kokhav Nolad – eerste plaats (2003)
- Golden Screen Awards – beste actrice in een dagelijkse dramaserie (2005)
- Pnai Plus Magazine – The Beautiful Right People project – eerste plaats (2005)
- Shir Nolad – eerste plaats (2006)
- The Israeli Music Channel Awards – vocalist van het jaar (2007)
- Jerusalem Radio – vocalist van het jaar (2007)
- MTV Europe Music Awards – Israëls favoriete optreden (2009 en 2012)